# 佐々連尾山
佐々連尾山（さざれおやま）は、愛媛県四国中央市と高知県長岡郡本山町にまたがる山。標高1,404.2m。四国山地中部にある。
予土県境にあり、美しい笹原を持つ奥深い山で、西からは白髪トンネル脇から登り始め大森山を越え本峰に至る。東からは県境の中川峠に両県から駆け上がり、スズタケの中をかき分け、幾つものピークを越え本峰に至る、どこから登っても厳しい山行である。
新居浜市の別子銅山に次ぐ産出量の佐々連鉱山が北側中腹にあったが、いずれも閉山し時が流れている。山名の由緒はこれより前か後かは定かでない。

## ギャラリー

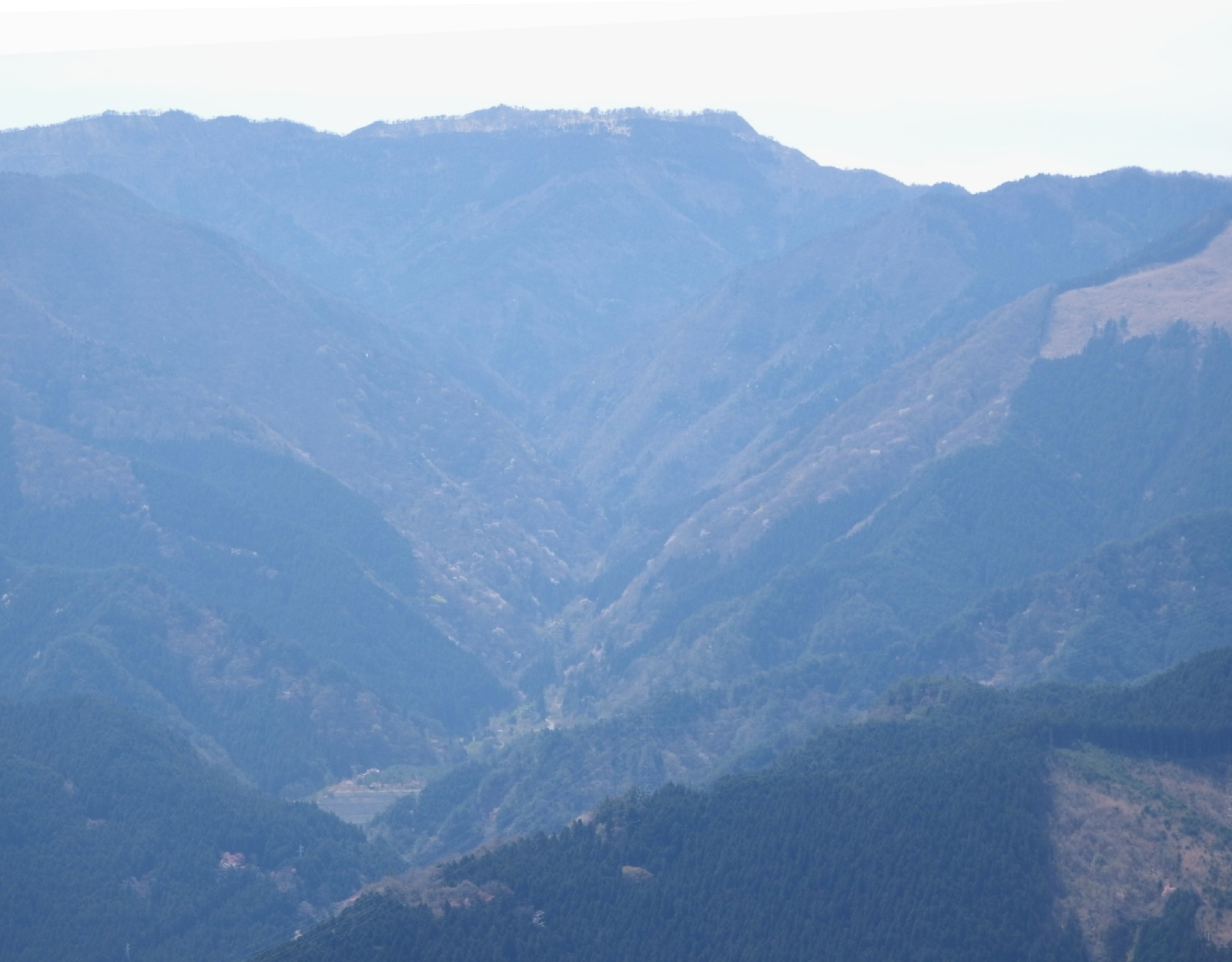
この谷の中腹に鉱山跡がある